# Peckia chrysostoma
Peckia chrysostoma is een vliegensoort uit de familie van de dambordvliegen (Sarcophagidae). De wetenschappelijke naam van de soort is voor het eerst geldig gepubliceerd in 1830 door Christian Rudolph Wilhelm Wiedemann.